# Korpiklaani
Korpiklaani (v českém překladu divoký klan) je finská folk metalová skupina z Lahti založená v roce 1993 pod jménem Shaman. Do roku 2003 hrála kapela písně se sámskými texty, zatímco od této doby (kdy byl název změněn na „Korpiklaani“ pro odlišení od brazilské kapely Shaaman) jsou texty psány anglicky a finsky. Hlavními tématy písní jsou finská a laponská příroda, mýty Finů a Sámů a pro Finsko typický alkohol. Především v éře Shaman, ale i nyní užívá občas Järvelä jako jeden ze stylů zpěvu také sámský joik.

## Historie

### Shamaani Duo (1993–1997)
Kapela byla založena v roce 1993 Jonnem Järvelou jako Shamaani Duo a tvořili ji pouze dva členové – Jonne Järvelä (zpěv a kytara) a Maaren Aikio (zpěv). Tato kapela hrála čistě folkovou hudbu a metal do svého žánru zařadila až v pozdějších letech při transformaci v kapelu Shaman. Tato kapela vydala jediné album a to Hunka Lunka, které je celé nazpívané v sámském jazyce.

### Shaman (1997–2003)
Shaman je druhým předchůdcem současné podoby Kopiklaanů. Tato kapela vznikla v roce 1997 a i nadále silně využívala původních sámských hudebních prvků a texty písní byly psány v severní sámštině, čímž se držela původního směru kapely Shamaani Duo. Mezi nejčastěji používané sámské prvky hudby patří šamanský buben, joik a humppa. Vyjma joiku se ve zpěvu nachází jak čisté pasáže, tak i až agresivní growl.
Vůbec první nahrávkou nahranou pod jménem Shaman byl singl Ođđa máilbmi (v překladu Nový svět). Ve videoklipu této písně lze sledovat příběh vlka, který se utrhl ze řetězu a utíká ze své klece do lesa. Vedle tohoto singl CD vydala kapela i plnohodnotné album Idja (v překladu noc, 1999). Své druhé a poslední album Shamániac vydala kapela Shaman v roce 2002.

### Korpiklaani (2003–dosud)
Kapela prošla velkou změnou, když z ní odešli všichni členové až na zakládajícího Järvelä a bubeníka Samu Ruotsalainen a zároveň změnila své jméno na Korpiklaani. Taktéž byl změněn i hudební žánr a Korpiklaani již netvořili tradiční folkovou hudbu, avšak spíše folkovou hudbu s nepřehlédnutelnou příměsí folk metalu a folkovo–thrashovými vokály, které částečně nahradily do té doby velice častý joik. Budoucí vývoj kapely bylo možné postřehnout v jejím posledním albu Shamániac, který se mnohem více podobalo budoucí podobě kapely. Zajímavostí je, že píseň "Vuola, vuola" je bez vokálů stejná jako budoucí píseň Korpiklaanů "Beer, beer", která je pro Korpiklaany typická.
Změna názvu kapely spolu přivedla i změnu žánru této kapely. Odstoupilo se od používání tradičního joiku a severní sámštiny jako jazyka textů. Taktéž se začaly používat pravé folkové hudební nástroje, které byly do té doby pouze uměle přidávány pomocí syntezátorů. Podle Järvelä se za jeho přestup od tradičně folkové hudby k metalu nejvíce zasloužila finská kapela Finntroll, s níž v té době spolupracoval a která byla hlavním spouštěčem této přeměny. Podobná spolupráce mezi Korpiklaany a Fintroll nebývá nic nezvyklého – například bubeník Samu Ruotsalainen z Fintroll pomohl Korpiklaanům nahrát jejich debutové album Spirit of the Forest a výměnou za to poskytl Järvelä svůj joik pro hlavní píseň druhého alba Jaktens Tid.
Korpiklaani ve svých textech obvykle zpívají o alkoholu a bujarých pitkách. Jejich první tři alba (Spirit of the Forest, Voice of Wilderness a Tales Along This Road) jsou téměř výhradně nazpívána v angličtině a finských textů je zde pomálu. Avšak v následujících albech se situace zcela změnila a většina písní pak byla nazpívána ve finštině a pouze menšina v angličtině.
Korpiklaanům psal dříve některé texty Juha Jyrkäs, kterého však od roku 2011 zastoupil básník Tuomas Keskimäki, které jejich texty píše ve staré finštině v takzvaném "kalevalametre" (to znamená v metru Kalevaly).

Podle Järvelä by jejich hudba mohla být ve Finsku vnímána jako "stařecká hudba s heavymetolovými kytarami."

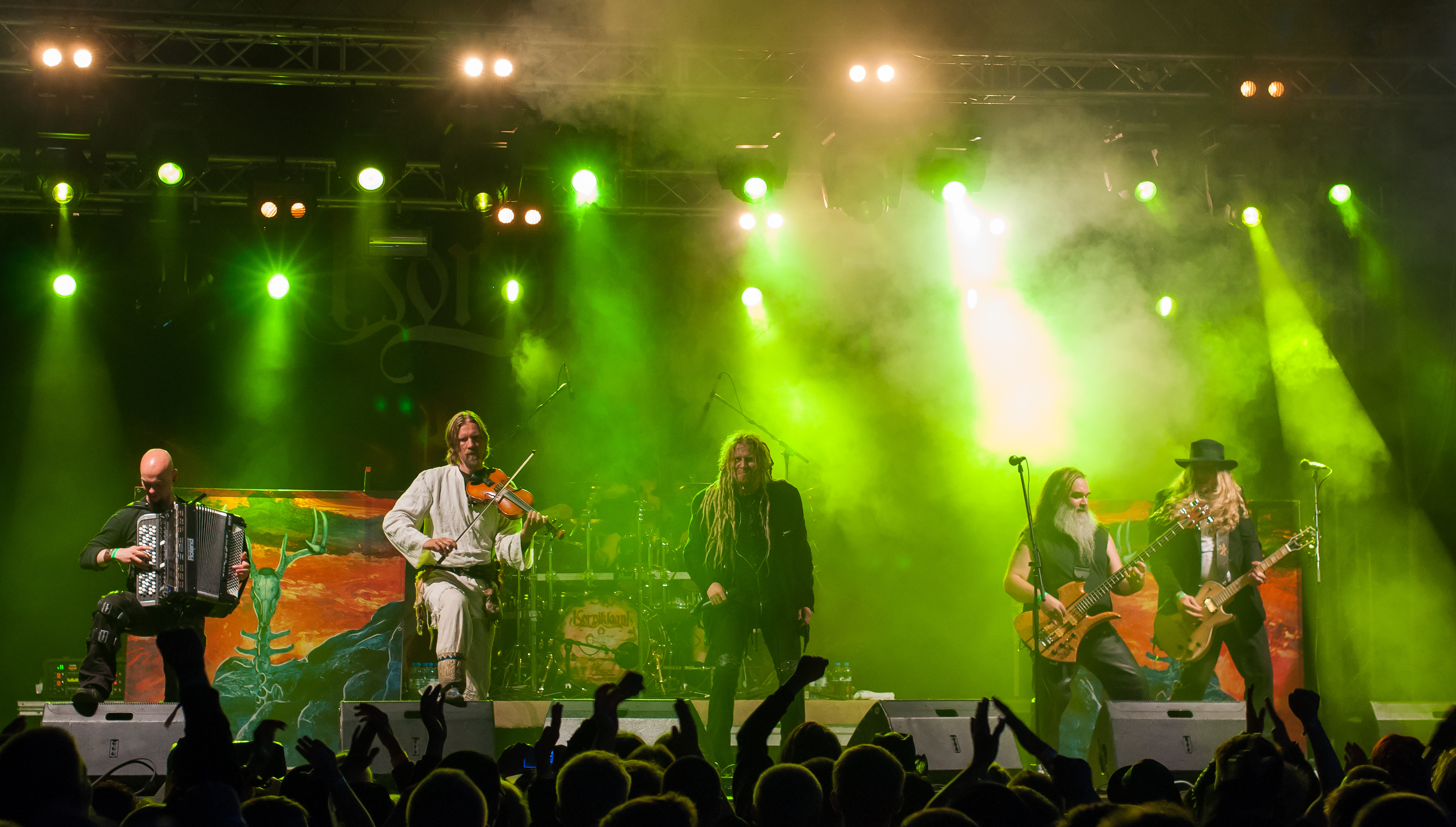
Korpiklaani na festivalu Rakuunarock v Lappeenranta ve Finsku, 2013.

## Sestava

### Současná sestava
- Jonne Järvelä – zpěv, kytary a niněra
- Cane (vl. jm. Kalle Savijärvi) – kytary
- Jarkko Aaltonen – baskytara
- Olli Vänskä – housle
- Samuli Mikkonen – bicí
- Sami Perttula – akordeon

jako host: Virva Holtiton (vl. jm. Juha Jyrkäs) – zpěv, kantele a texty

### Bývalí členové
- Tuomas Rounakari – housle, dechové nástroje

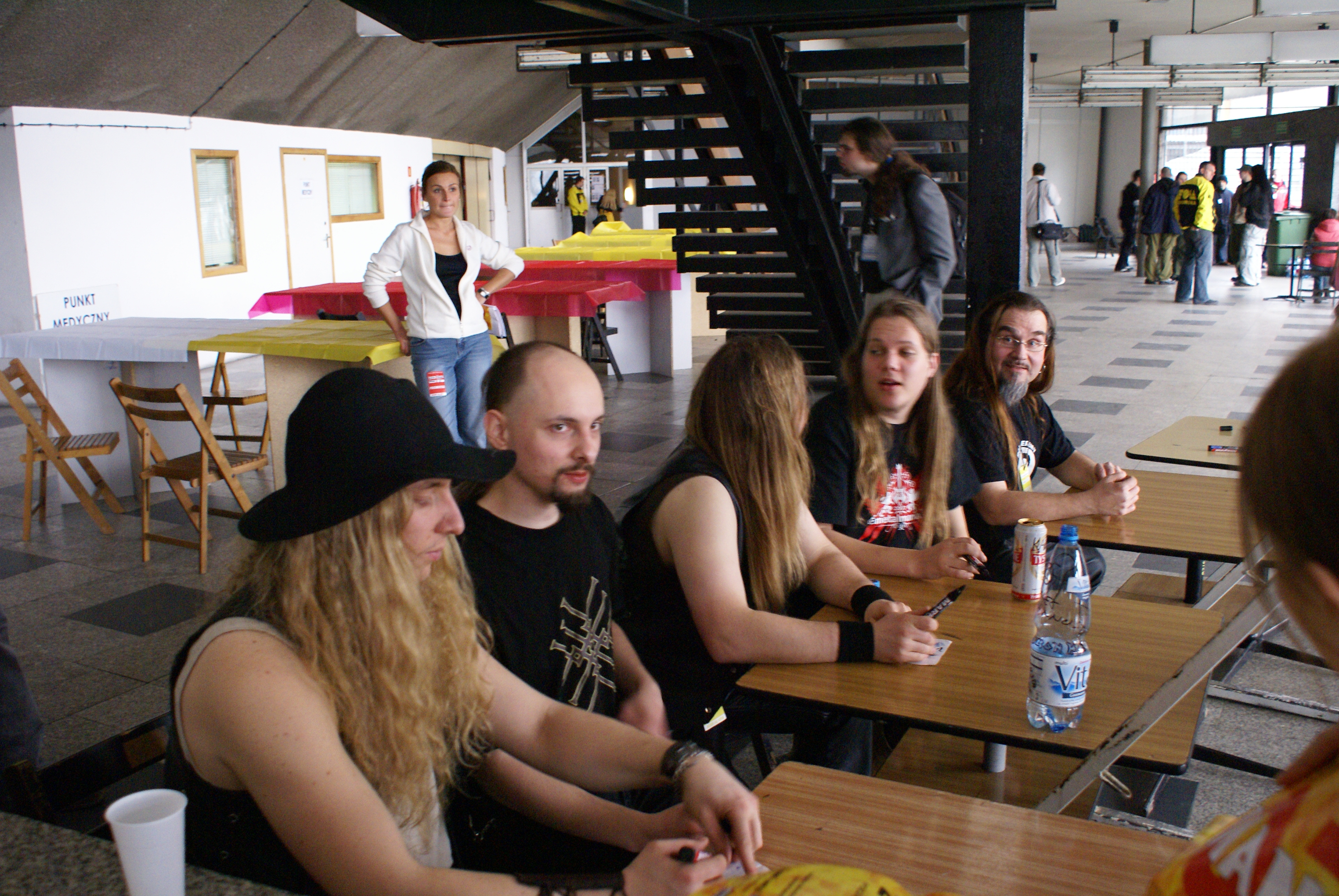
Korpiklaani na festivalu Metalmania v polských Katovicích

- Matson (vl. jm. Matti Johansson) – bicíKorpiklaani na festivalu Metalmania v polských KatovicíchJuhoKusti (vl. jm. Juho Kauppinen) – akordeon (2004–2013)
- Toni Honkanen – kytary (2003–2005)
- Arto Tissari – baskytara (2003–2005)
- Ali Määttä – perkuse (2003–2005)
- Jaakko Lemmetty – housle, dechové nástroje (2003–2012)

V éře Shaman se v kapele vystřídali Toni Näykki – kytary, Juha Takkunen – kytary, Janne G'thaur – baskytara, Nalle Österman – bicí, Hosse Latvala – bicí, Weera Muhli – klávesy, Tero Piirainen – kytary, klávesy, vokály, Ilkka Kilpeläinen – baskytara, vokály a Juke Eräkangas – bicí, klávesy, vokály.

## Diskografie
Shaman
- Oðða máilbmi – singl (1998)
- Idja (1999)
- Shamániac (2002)

Korpiklaani
- Spirit of the Forest (2003)
- Voice of Wilderness (2005)
- Tales Along This Road (2006)
- Tervaskanto (2007)
- Korven Kuningas (2008)
- Karkelo (2009)
- Ukon Wacka (2011)
- Manala (2012)
- Noita (2015)[10]
- Kulkija (2018)
- Jylhä (2021)
- Rankarumpu (2024)

### Videografie
- Wooden Pints (2003)
- Hunting Song (2005)
- Kädet Siipinä (2005)
- Beer Beer (2005)
- Happy Little Boozer (2006)
- Tervaskanto (2007)
- Keep on Galloping (2008)
- Metsämies (2008)
- Vodka (2009)
- Tequila (2010)
- Ukon Wacka (2011)
- Rauta-The Steel (2012)
- Pilli on pajusta tehty (2015)
- Ämmänhauta (2015)
- Harmaja (2018)
- Leväluhta (2020)
- Ennen (2021)